# Паровой грузовик

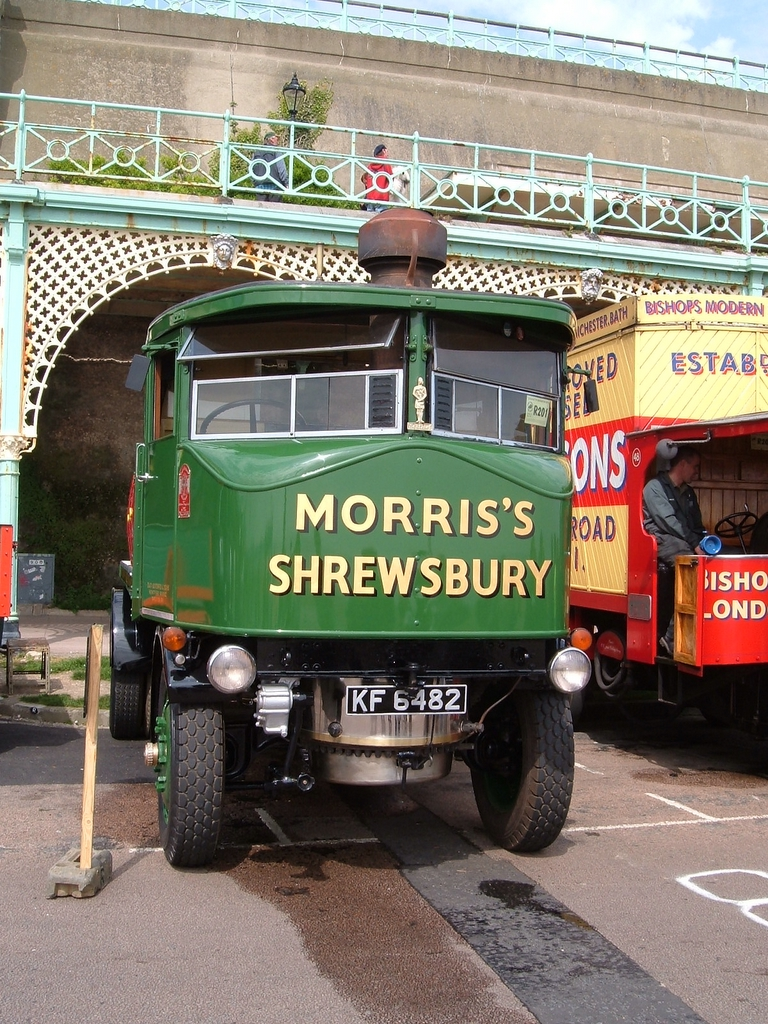
1931. Паровой грузовик Sentinel DG4 «undertype».

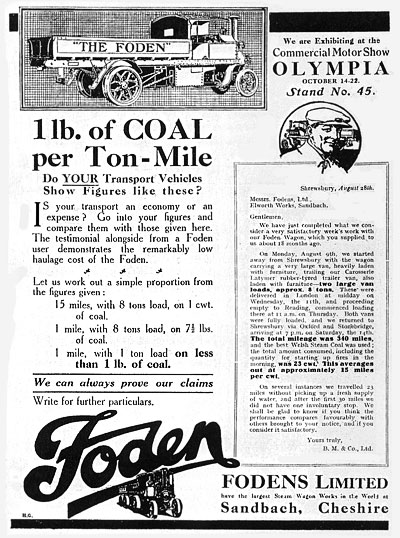
1920-e. г.г. Рекламный плакат компании «Фоден». Заявляется, что паровой грузовик этой компании имеет расход топлива измеряемый как 1 фунт угля на тонно-милю при полной нагрузке (то есть приблизительно 210 кг угля на 100 км.)

Паровой грузовик — паровой автомобиль для перевозки грузов. Эта, самая ранняя форма грузовика, делится на два основных типа: «Overtype» (внешнего типа) и «Undertype» (внутреннего типа) — различие состоит в расположении двигателя относительно котла. Производители были склонны концентрироваться на одной или другой форме.

## История

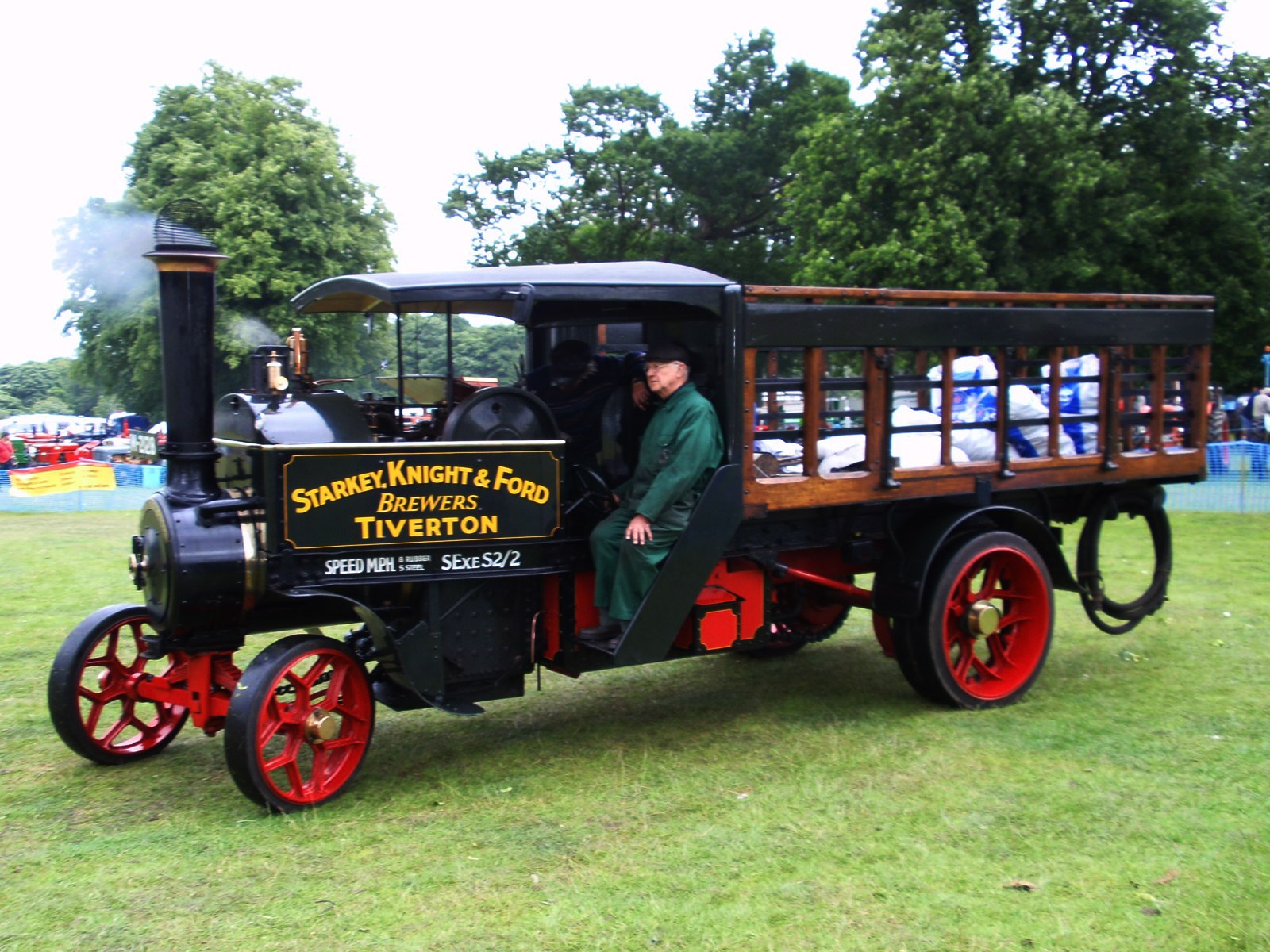
«Overtype». 1908 Foden.

Паровые грузовики были широко распространенной формой грузового транспорта для коммерческих перевозок в начале XX века, хотя они в значительной степени были уникально британским явлением, с весьма небольшим количеством производителей за пределами Великобритании. Из-за конкуренции с автомобилями с ДВС и в связи последствиями неблагоприятного для парового транспорта законодательства, очень немногие из них остались в коммерческом использовании после Второй мировой войны.
Хотя большая часть паровых грузовиков была утилизирована, значительное количество было сохранено в рабочем состоянии и может быть замечено в эксплуатации на т. н. «паровых ярмарках», особенно в Великобритании.
Первые коммерческие паровые грузовики появились примерно в 1890 году. Хотя паровой транспорт был популярен в Великобритании со второй половины XIX-го века поначалу они были не намного больше, чем немного модернизированные паровые тракторы или локомобили, но в конечном итоге они уже разрабатывались именно как грузовики. Компании Thornycroft и Leyland Motors начали производство в 1896 году и Sentinel в 1906 году.

## Специфика
- В машинах типа Overtype — паровая машина расположена непосредственно на котле и такой грузовик напоминает обычный паровоз, но на безрельсовом ходу. Схожие по форме и конструкции локомобили использовались в качестве тягачей c конца XIX века.

- В машинах типа Undertype — паровая машина смонтирована отдельно от парового котла на шасси. Такая машина похожа на обычный тяжелый грузовик.

В свою очередь грузовики типа Undertype делится на три основные группы:
- грузовики с тихоходными но «сильными» паровыми машинами с цепной передачей ведущего момента на ось;

- грузовики с менее мощными, но быстроходными паровыми машинами, оборудованными КПП и также цепной передачей на ведущую ось;

- грузовики с быстроходными паровыми машинами и карданной передачей.

В то же время грузовики типа Overtype подразделяется на две основные группы:
- грузовики без КПП;

- грузовики с КПП.

Также признаками различной классификации являются:

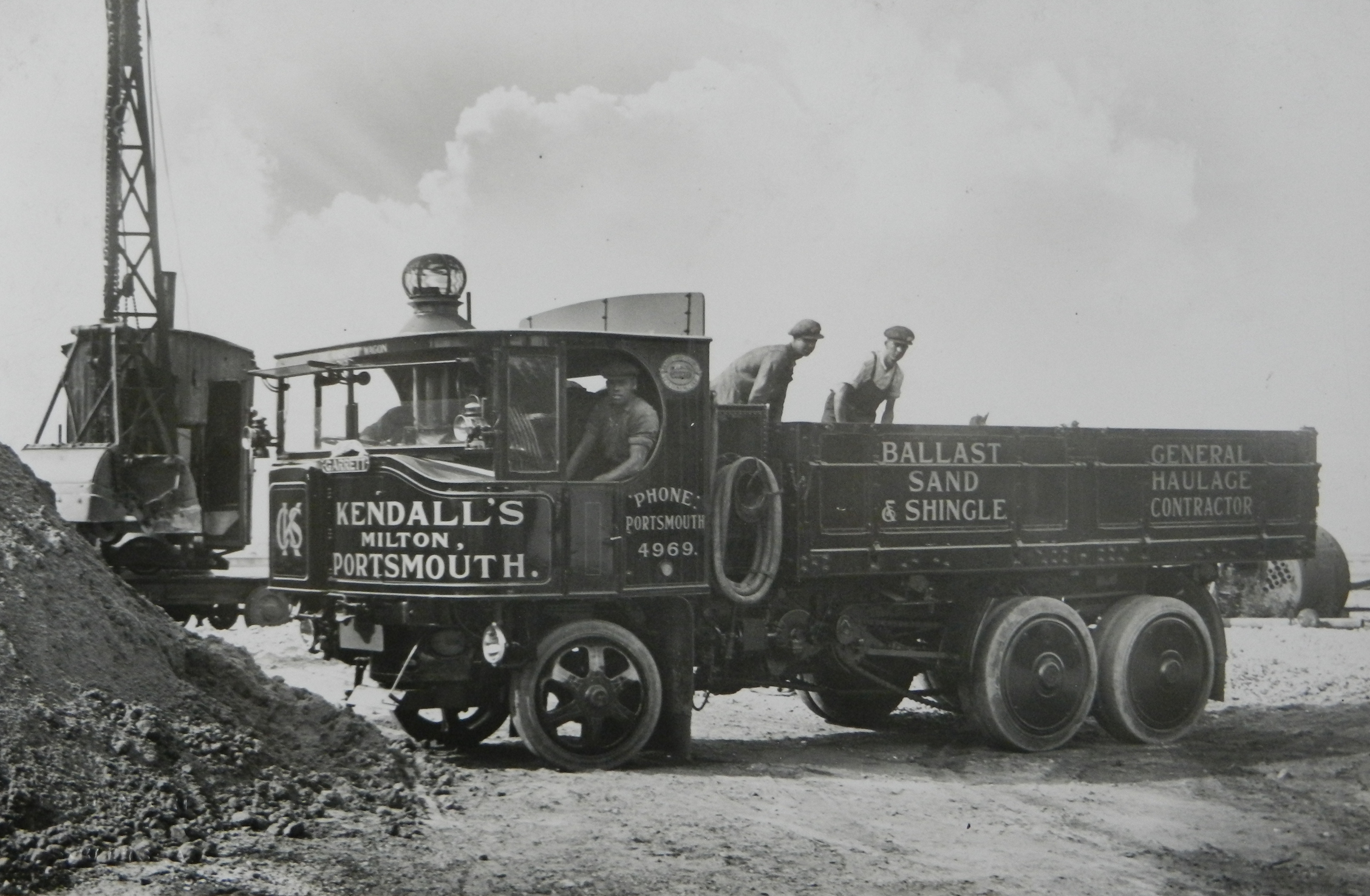
Garrett Undertype- 1931. количество осей: три

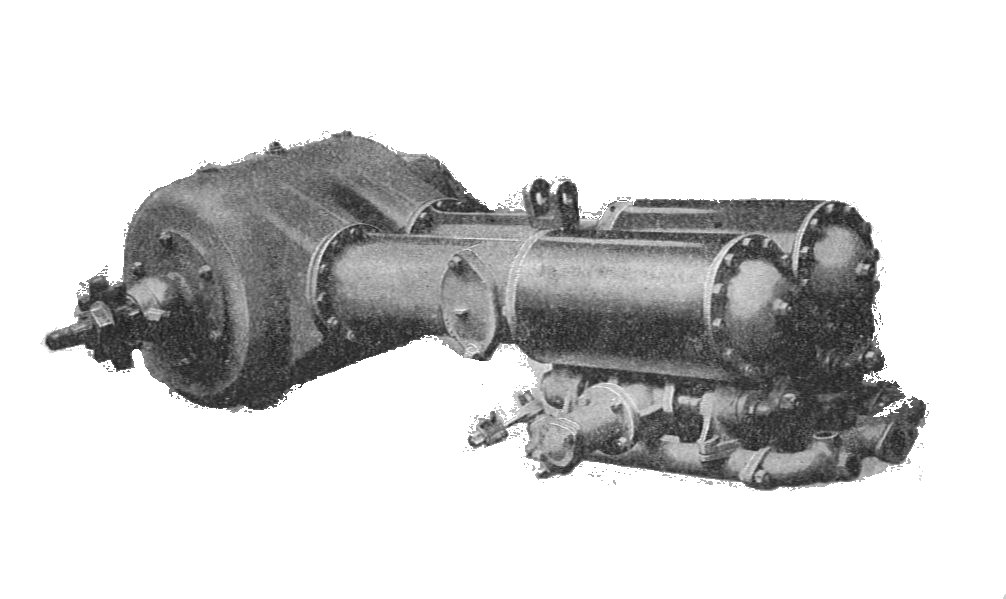
Паровой двигатель двойного действия Сентинел. 1905 г.

- количество осей: две, три или четыре;

- По типу парового котла: горизонтальный, вертикальный, паровозный, прямоточный, высокого или низкого давления, питающийся жидким или твердым топливом и т. д.;

- По типу паровой машины: вертикальная, горизонтальная, V- образная, двух- или многоцилиндровая, золотниковая или клапанная; с простым расширением или многократным (типа компаунд), работающая с конденсацией или с выпуском пара в атмосферу, простого или двойного действия и т. д.

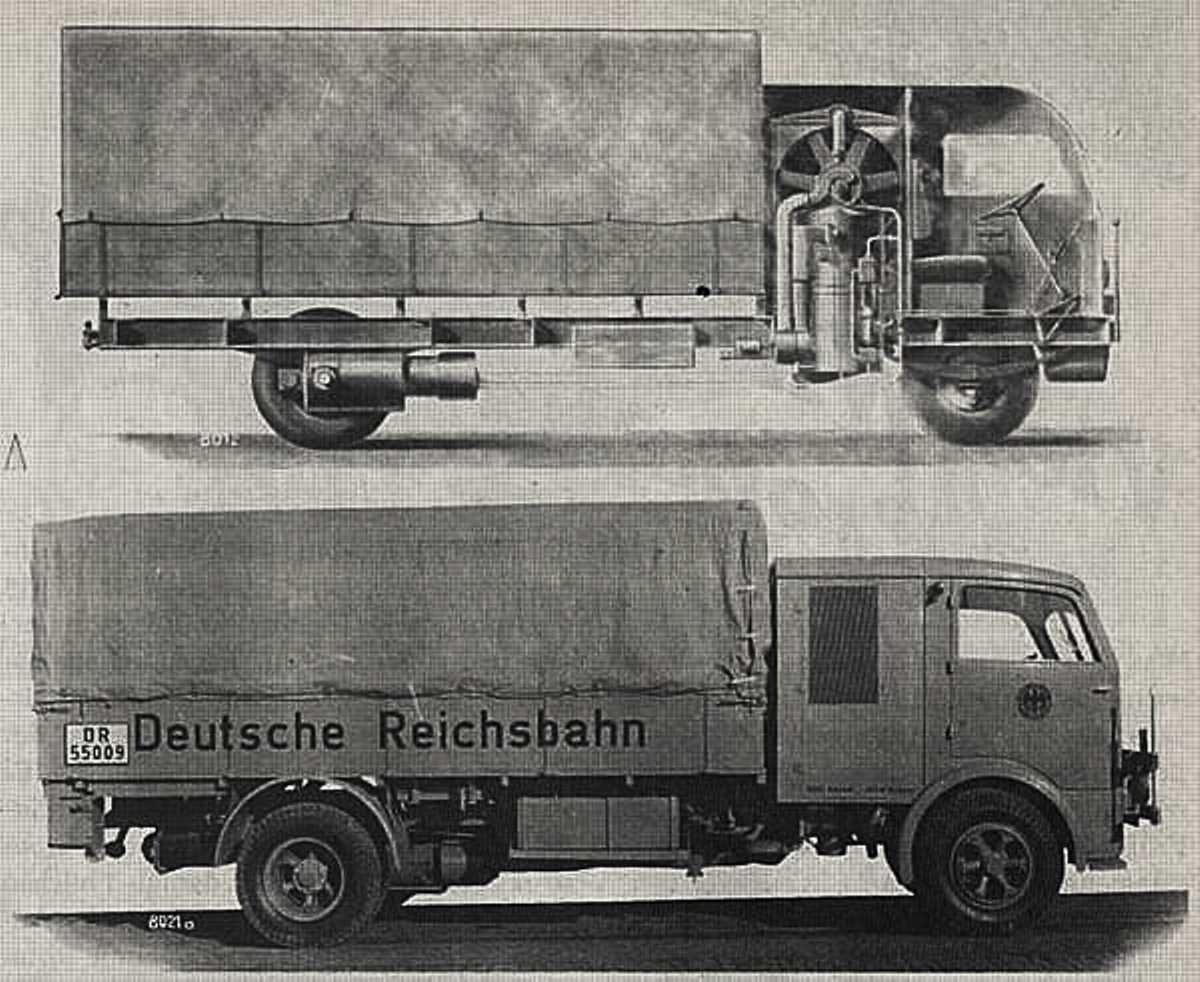
Паровая машина работающая с конденсацией. Хеншель 1936.

Самые ранние экземпляры обоих типов имели стальные или деревянные колеса, позже последовали цельнорезиновые шины. Различные разработки, такие как полностью закрытые кабины и пневматические шины, позже были опробованы компаниями в попытке составить конкуренцию грузовым автомобилям с двигателями внутреннего сгорания. Некоторые грузовики построенные для работы на твердых шинах, позже были оборудованны пневматическими шинами.

## Фирмы производители паровых грузовиков
Всего существовало почти 160 производителей паровых грузовиков. Многие производители локомобилей также выпускали варианты паровых грузовиков, но некоторые фирмы специализировались на них.
- Компания John I. Thornycroft & Company была известной морской инженерной компанией, которая успешно породила компанию Steam Carriage and Wagon для производства автомобильных транспортных средств с паровым двигателем. Они поставляли паровые грузовики в британскую армию, коммерчeские паровые грузовики и фургоны, паровые автомобили (в течение нескольких лет), и также автобусы — первый в Лондоне коммерчески успешный автобус, был двухэтажным паровым автобусом Thornycroft.

- - Производители, специализировавшиеся на строительстве паровых автомобилей, включали в себя следующие компании:
- Bristol Wagon & Carriage Works Ltd Выпускала паровые грузовики с 1904 по 1908 год .
- Фоден.

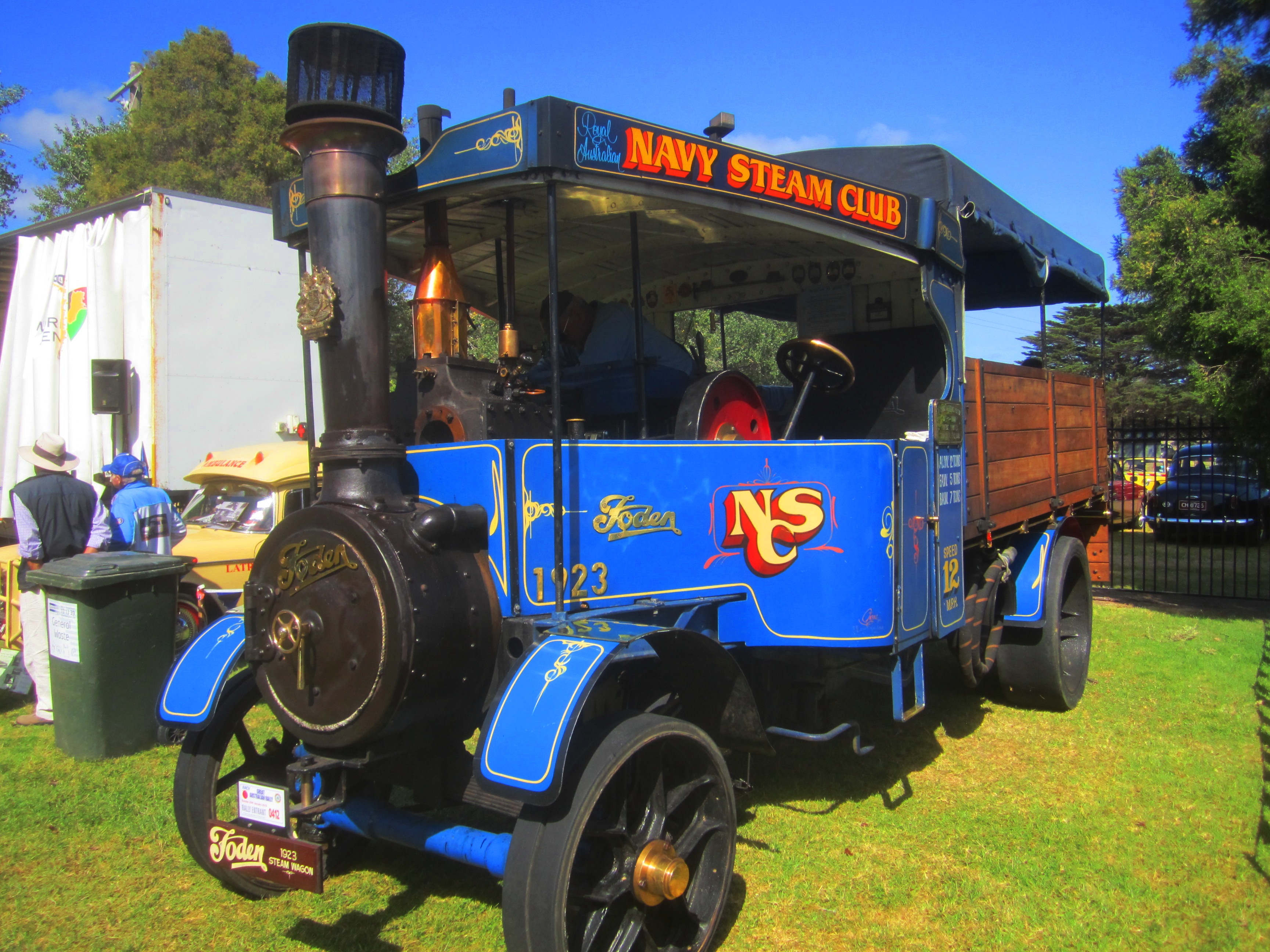
1923. Фоден

- Leyland Steam Motor Co. — основанная в 1896—1907 годах, затем стала называться Leyland Motors Ltd (выпускала локомобили до 1926 года).

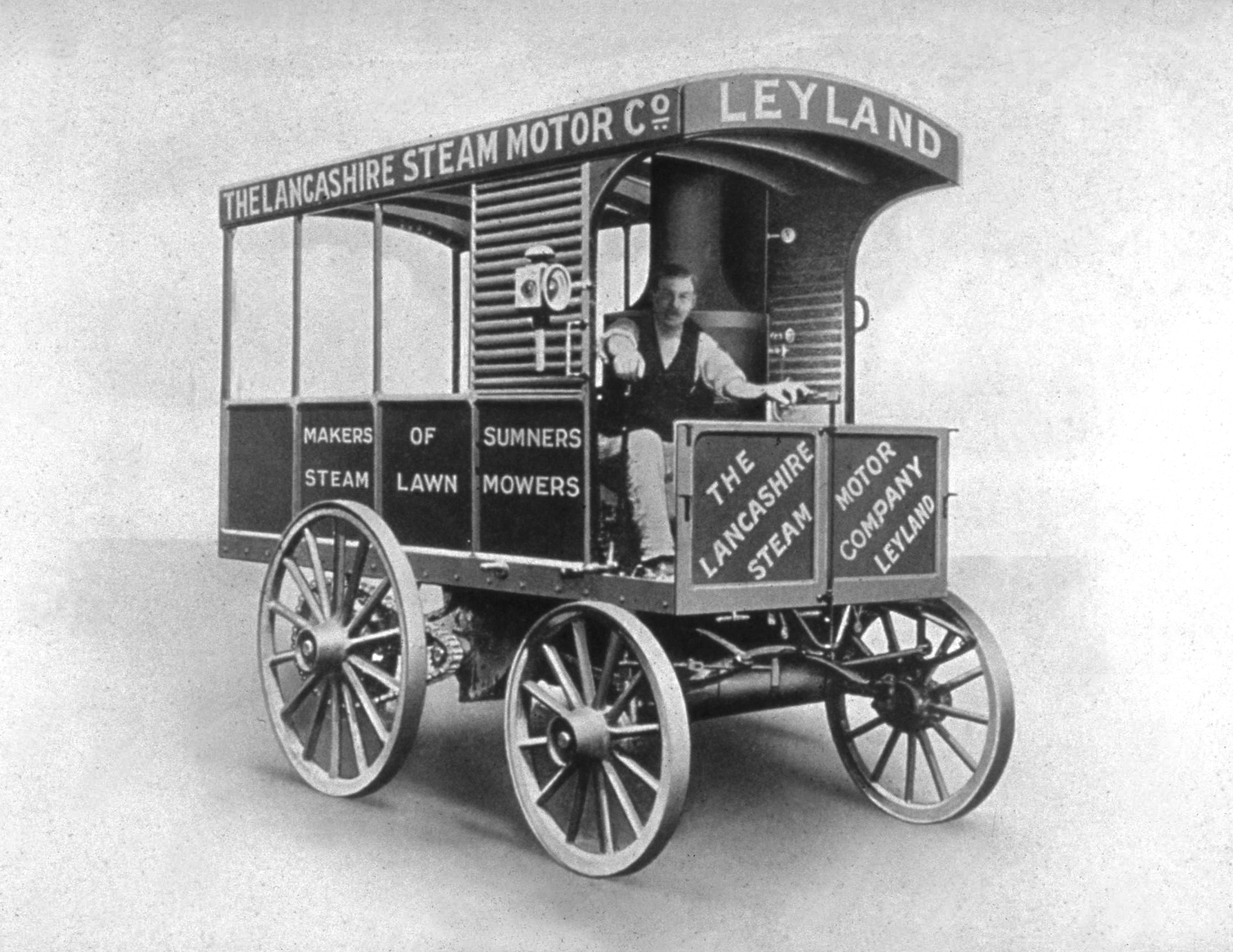
1896.

- Mann's Patent Steam Cart and Wagon Company (Патентная паровая машина Mann и вагонная компания).
- Sentinel Waggon Works.
- Sheppee — британская компания, также выпускала паровые автомобили (недолго)
- Steam Carriage and Wagon Company (позднее, Thornycroft), Basingstoke

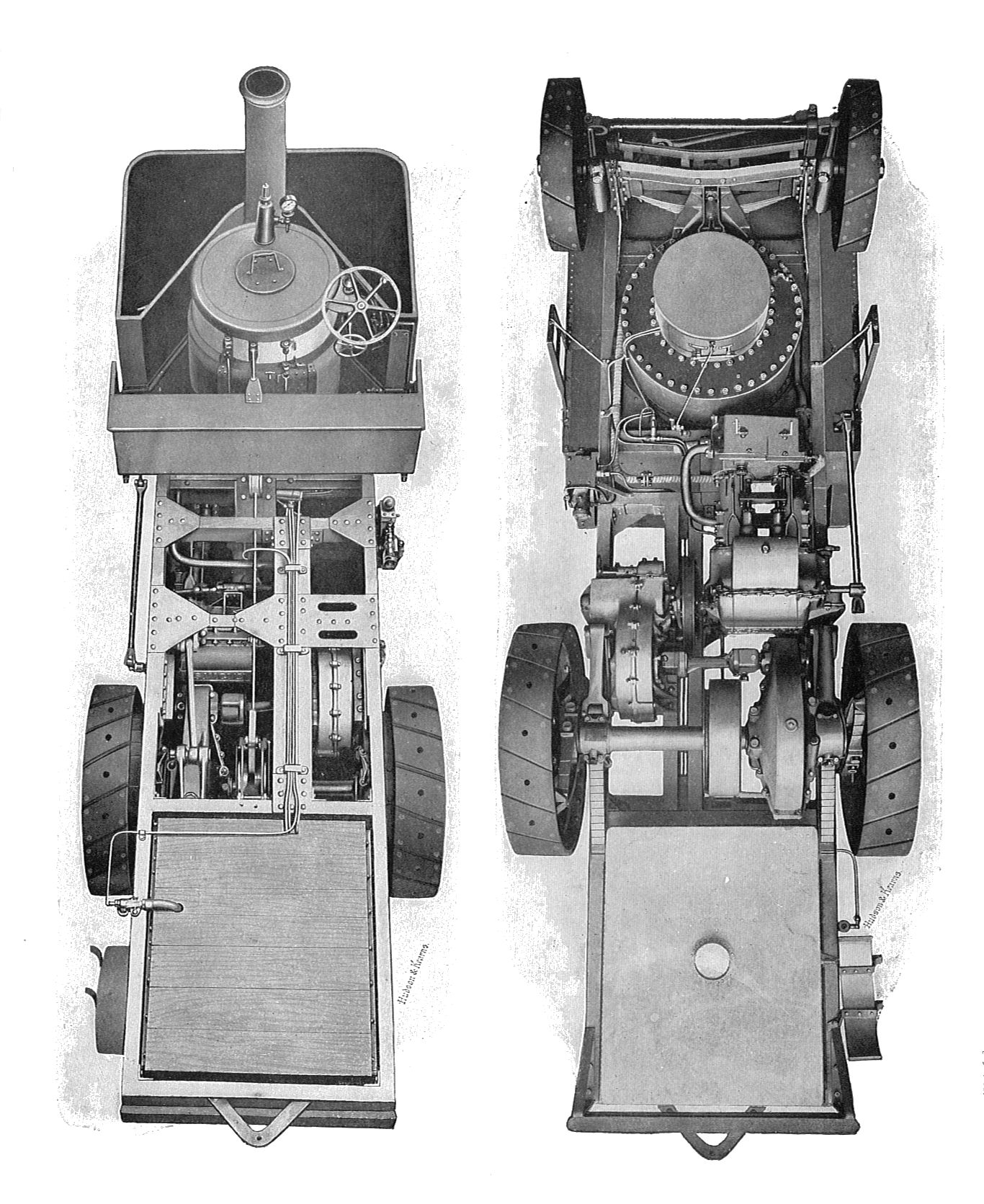
Thornycroft 1905.

- Yorkshire Patent Steam Wagon Co.(Йоркширский патентный паровой вагон Co.)

- - Вне Великобритании:
- Hanomag (Ханомаг)- Германия

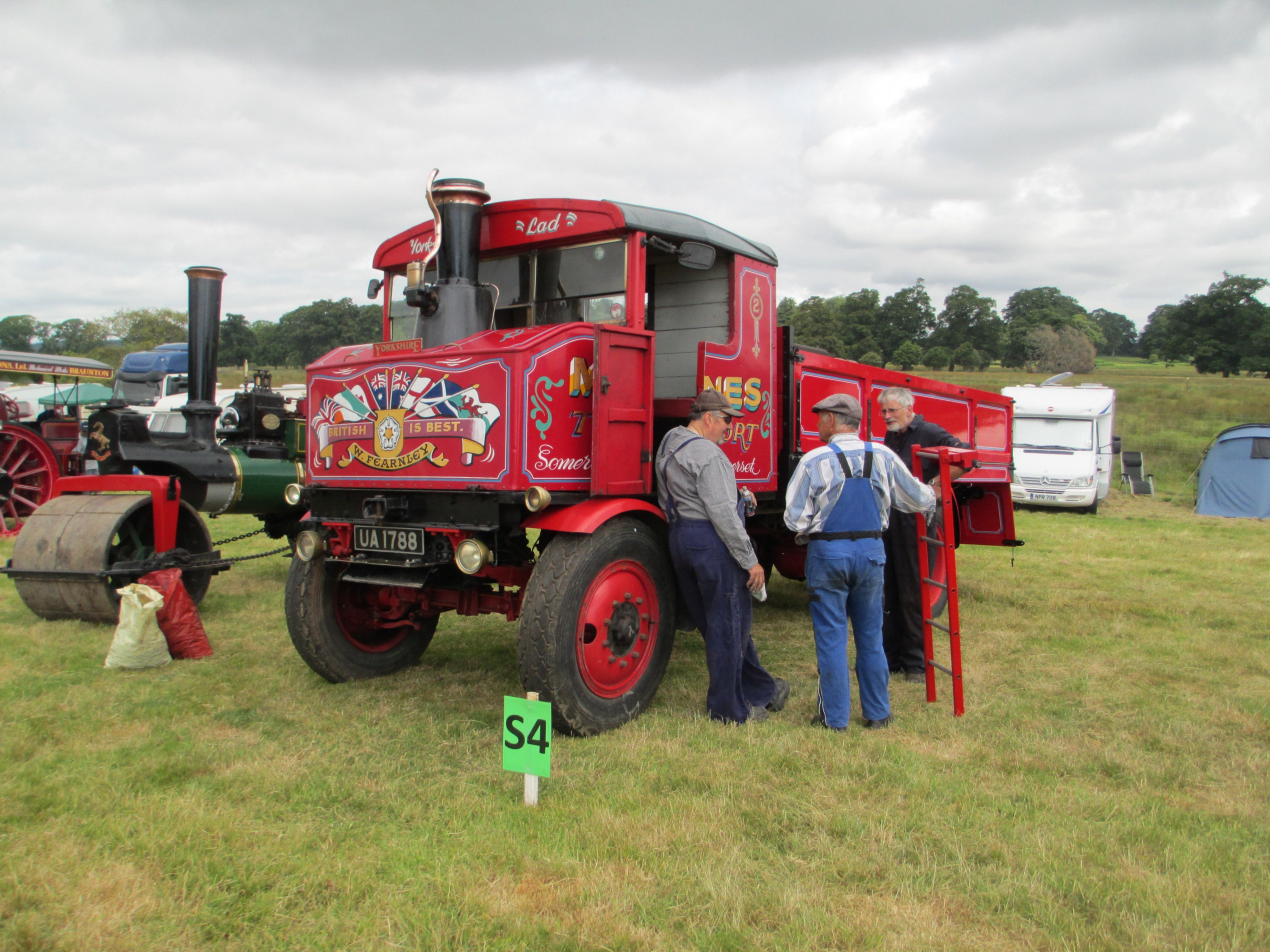
Yorkshire Patent Steam Wagon (1927).

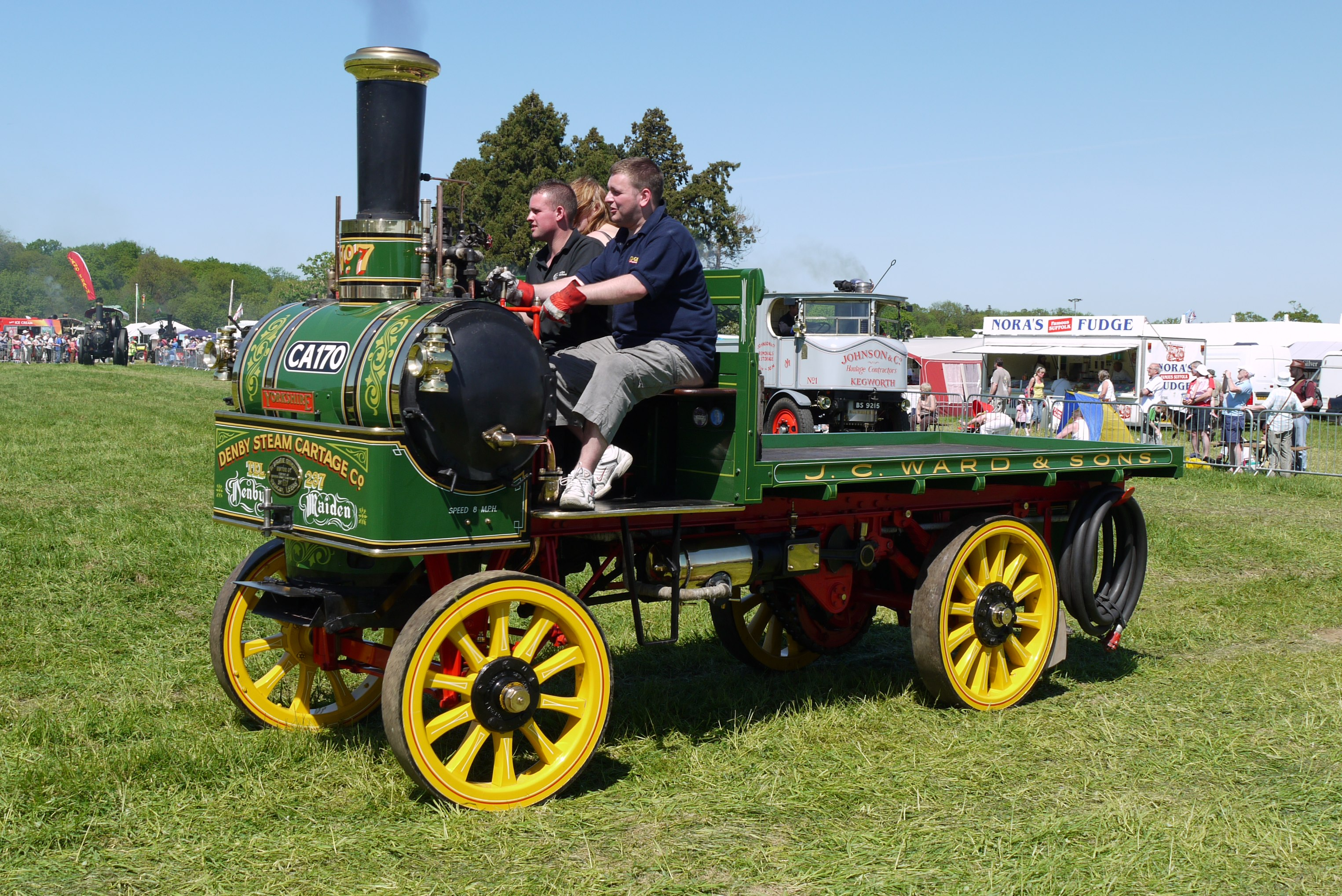
Yorkshire Patent Steam Wagon Co. «Denby Maiden» (1905)

- Henschel-Werke (Хеншель)- Германия